# 엉클 샘

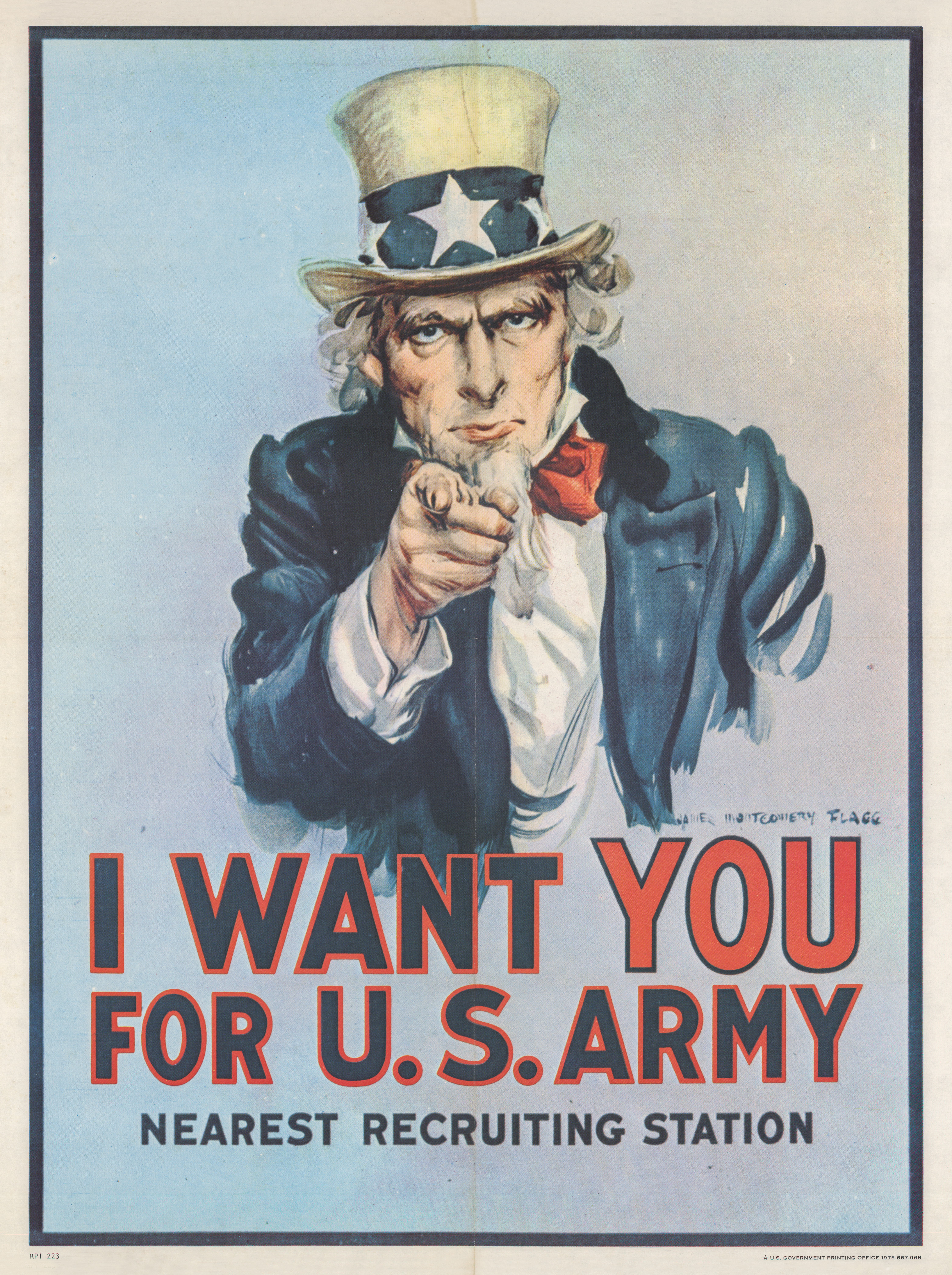
‘미합중국군은 당신을 원한다’ - 제임스 몽고메리 플래그의 1917년 포스터., 1~2차 세계대전 모두 신병 모집을 위해 사용되었다. 플래그는 자신의 얼굴과 참전 용사 월터 봇이 취한 포즈를 수정한 것을 사용했다.

엉클 샘(Uncle Sam, ‘샘 아저씨’)은 미국을 의인화한 것이다. 1812년 미영전쟁 때 처음 쓰였고 1852년에 처음으로 그림이 그려졌다고 하며, 전하는 바에 의하면 새뮤얼 윌슨의 이름이 붙여진 것이다. 문학 작품에서 최초로 사용된 것은 1816년 프레드릭 오거스터스 피드패디가 쓴 우화 책 《잃어버린 명예를 찾아 샘 아저씨의 모험》(The Adventures of Uncle Sam in Search After His Lost Honor)이다. 엉클 샘은 1775년 초기 오리지널 양키 두들에 미국 독립 전쟁의 가사로 언급되어 있다. 이렇게 참조한 것이 엉클 샘이 미합중국(U.S.)에 대한 은유로서 사용되었는 지에 대해서는 명확하지 않다. 이 가사는 대체적으로 보스톤에서 영국을 포위하고 있는 젊은 국가의 군사적 노력을 조롱하는 내용이다.(보스턴 포위전 참조) 13절을 보면 다음과 같다.
| “ | 늙은 샘 아저씨가 거기에 갔다네. 바꾸기 위해 팬케익과 양파를 아가씨 케익을 집에 가져가려고 아내와 애들에게 주려고 | ” |

Old Uncle Sam come there to change 

Some pancakes and some onions,

For ’lasses cakes, to carry home

To give his wife and young ones.

보통 흰 머리에 턱수염을 하고 미국의 국기를 연상시키는 복장을 한 나이든 남자로 그려진다. 약자로 하면 미합중국과 같이 U.S.가 되기 때문에 미국의 상징으로 여겨진다.

## 초기의 의인화
가장 초기의 미국 의인화로 알려졌던 것은 1738년 처음 등장했던 컬럼비아이며, 때때로 자유와 함께 연결되기도 하였다.

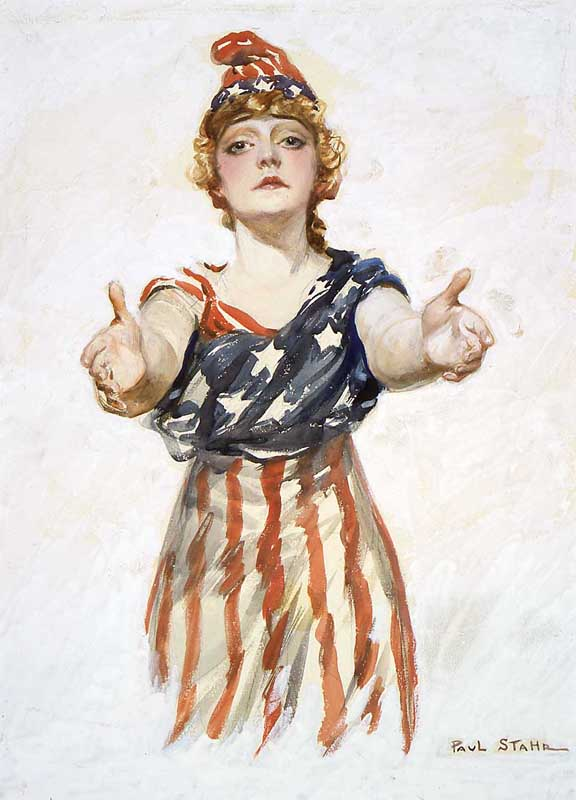
컬럼비아

미국독립전쟁으로 인해 브라더 조너선이 또 다른 의인화 캐릭터로 등장했으며, 결국 1812년 전쟁(영미전쟁) 이후 엉클 쌤이 등장했다.

## 진화
‘엉클 샘’이라는 용어는 세상 사람들의 말에 따르면 군인들에게 고기를 납품하는 뉴욕주 트로이의 정육업자 새뮤얼 윌슨으로부터 왔다고 한다. 당시에는 계약자에게 보내는 음식 위에 스탬프를 찍을 것을 요구했는데, 그들의 이름과 산지를 표시하는 것이었다. 윌슨의 포장지에는 “E.A – US.”라고 찍혔다. 누군가가 저게 무엇을 나타내느냐고 묻자, 소포에 적힌 것은 미합중국(U.S.)를 나타내는 것이었지만, 동료가 샘 윌슨(Sam Wilson)을 언급하며 농담을 하기를 앨버트 앤더슨(Elbert Anderson, 계약자)과 엉클 샘(Uncle Sam)이라고 했다.
1835년 초기 브라더 조너선은 그들이 다른 것을 상징화한 것을 암시하면서 엉클 샘을 참조했다. 브라더 조너선은 나라 그 자체이지만, 엉클 샘은 정부와 권력을 나타낸 것이다.
1850년대에 브라더 조너선과 엉클 샘은 소위 브라더 조너선이 현재 엉클 샘으로 불리는 것과 같은 이미지의 관점에서 거의 서로 바꿔가며 사용되고 있었다. 두 화신의 외모가 모두 상당히 달라졌다. 예를 들면, 1865년 6월 3일 《하퍼스 위클리》에 그려진 체크메이트 정치 만화에서 1860년의 엉클 샘 그림은 벤저민 프랭클린처럼 보이도록 그려지고 있었다. 반면, 1862년 1월 11일판 하퍼스 위클리 32 페이지에 나오는 브라더 조너선의 그림은 염소 수염을 제외하면 현대판 엉클 샘을 많이 닮아 있다.
그러나 남북 전쟁 말기 브라더 조너선 (즉, 자니 렙)은 사실상 버려졌으며, 잘 알려진 엉클 샘의 자원입대 이미지가 제임스 몽고메리 플래그에 의해 창조될 때까지 엉클 샘은 표준적인 외모를 얻지 못했다. (플래그는 유사한 포즈를 하고 있는 키치너 경이 보여주는 영국의 입대 포스터에 의해 자극을 받았다.) 이 이미지가 엉클 샘의 외모를 흰머리에 염소수염을 하고, 파란 테 위에 흰 별이 탑 햇을 쓰고서, 붉은색과 흰색의 줄이 있는 바지를 입은 인물로 확정한 것이다.
엉클 샘의 이미지가 최초로 선보인 것은 1916년 7월 6일 《레슬리스 위클리》 잡지의 표지로 제임스 몽고메리 플래그가 그렸으며, “What Are You Doing for Preparedness?”라는 표제와 함께였다. 이 그림은 400만부 이상이 1917년에서 1918년 사이에 인쇄되었다.
비록 콜럼비아가 브라더 조너선이나 엉클 샘과 함께 등장했지만, 미국의 의인화로서의 해방을 지지하는 그녀의 쓰임은 점점 줄어들었다. 일단, 그녀가 1920년대 컬럼비아 픽처스의 마스코트가 되자, 그녀는 사실상 폐기되었다.
플래그의 이미지는 제2차 세계대전 동안 광범위하게 사용되었으며, 그 기간 독일 정보국 아프베아에 의해 ‘샘랜드’(Samland)라는 코드명이 붙었다.  이 용어는 〈양키 두들 보이〉(The Yankee Doodle Boy)라는 노래에서 중심이 되었으며, 1942년에 이것은 뮤지컬 〈양키 두들 댄디〉(Yankee Doodle Dandy)로 선을 보였다.
엉클 샘에 대한 2가지 기념물(출생지인 매사추세츠 알링턴에 있는 엉클 샘의 기념동상)이 있고, 둘 모두 새뮤얼 윌슨의 삶은 찬양하는 것이었다.

## 같이 보기
- 존 불